# Fantomo
Fantomo war ein deutscher quasi-3D-Film, der am 16. April 1914 seine Premiere im Palast am Zoo hatte.

## Parallelprojektion
Von 1913 bis 1914 trug das Filmtheater, das auch für Bühnenaufführungen genutzt werden konnte, den Namen Cines-Palast. Der tiefe Bühnenraum ermöglichte es die Zuschauer vor eine überdimensionierte Camera illuminata zu setzen.
Der Film wurde an die Decke der Bühne projiziert.
Im Bühnenraum stand eine 45 alt grad gegen die Horizontale geneigte halbspiegelnde Glasscheibe, auf welcher das Bild aus dem Zuschauerraum betrachtet werden konnte.
Durch Parallelprojektion der beiden Oberflächen der Glasscheibe entstand ein quasi-räumlicher Eindruck.
Frank Bunker Gilbreth skizzierte in einem Brief an seine Frau die Funktionsweise dieser Kinoinstallation.

## Rezeption
Als 1914 Fantomo, der plastische Film vorgeführt wurde, wurden mit pre-Bluescreen-Technik Hintergrund gefertigte Aufnahmen von realen Schauspielern auf eine Glasscheibe projiziert. Die Presse berichtet über diese jüngste Errungenschaft der Kinematographie, es scheine als würden die projizierten Personen sich vielmehr wie lebende Schauspieler im freien, erleuchteten Bühnenraum bewegen.

## Ideengeschichtlicher Hintergrund
Im Bereich des Theaters waren Installationen wie Pepper’s ghost bereits bekannt.
1909 erwarb der Stuttgarter Ingenieur August Engelsmann ein entsprechendes Patent für Filmaufnahmen.
Bald darauf erhielt Oskar Messter Patente für ein sehr ähnliches Verfahren, das er Alabastra nannte.

## Inhalt
Neben Konrad Wider und Emil Reicke schrieb auch Arnold Höllriegel eine Rezension zum Film, wodurch eine Beschreibung des Inhaltes auf uns kam:

„Ach so , wir werden ja gleich etwas Neues sehen . Klingelzeichen , ein Vorhang hebt sich , jetzt kommt „ Fantomo “ ! Wieder eine verkleinerte Bühne , aber etwas größer als die des Marionettentheaters . Ein gemalter Rahmen und dahinter ein dunkel kolorierter Hintergrund , der also nicht gemalt , sondern projiziert sein soll . 
Jetzt kommt ein Herr in weißer Sommerkleidung herein . 
Tatsächlich , es ist kein flaches Bild , sondern eine plastische Gestalt . 
Man könnte ( wäre nicht ein leises Flimmern ) im Ernst meinen , man sehe – aus ziemlicher Ferne – einen wirklichen Schauspieler agieren . Aber er spricht nicht ; hingegen macht er Zauberkunststücke . Plötzlich ist ein kleiner Junge da , ebenfalls mit kreideweißem Gesicht , aber in einem scheußlich blau gefärbten Anzug . Aha , es ist wirklich ein Film , denn diese gewissen giftigen Farben kommen nur in leider kolorierten Films vor . Plötzlich ist der Junge wieder weg ; es ist eine große Hexerei . Eine giftig - rote Dame wird auch herein und hinaus gezaubert . Und Stühle . Und Milchflaschen . Alle Figuren immer auf einer Ebene , aber man sieht in richtiger Distanz dahinter den Hintergrund . Es sieht wirklich plastisch aus . Vorhang , ein neues Bild . Eine Dame tanzt einen persischen Bauchtanz .
Ein photographierter Tanz und ein photographierter Bauch haben sonst keine Reize , hier sieht es aber ganz vergnüglich aus . So , jetzt erscheinen schneeweiße Plastiken. Der Diskuswerfer von Rudolf Marcuse. Die Amazone aus dem Tiergarten. Gut , sehr gut . Wirkliche Plastiken , frei im Raum.“

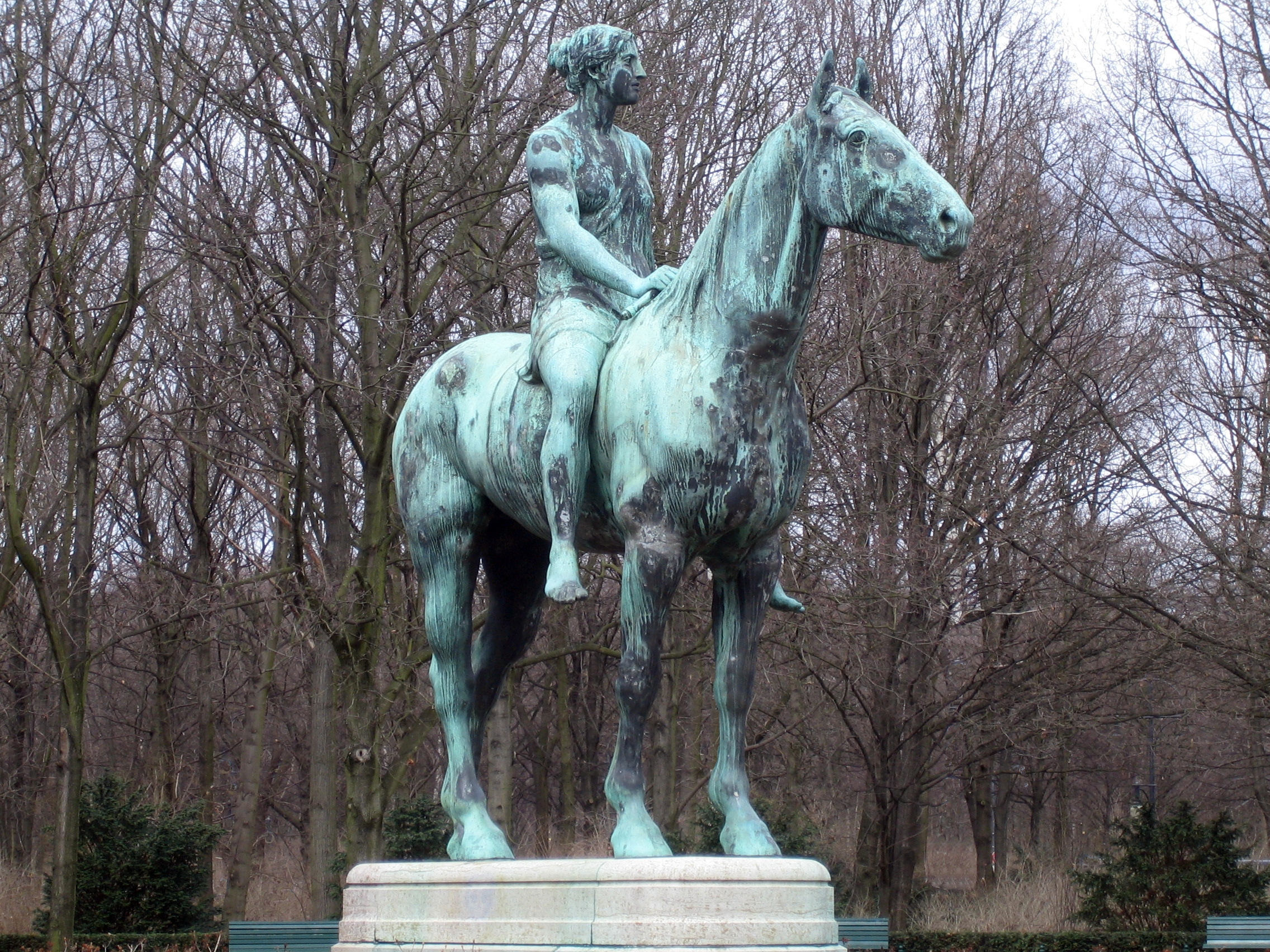
Amazone, Großer Tiergarten von Louis Tuaillon

## Kritik
„Gut , sehr gut . Wirkliche Plastiken , frei im Raum . Leute , die nie in ein Museum gehen , sind außer sich vor Entzücken und klatschen . Es dringt die Kunst ins Volk . Die ganze Antike wird man jetzt verfilmen , weiß auf dunklem Hintergrund . 
Man nehme eine mäßige Gipskopie , projiziere ihren Lichtschatten , der natürlich nur die weissen Umrisse hat , nicht die Schwere und Fülle des Marmors – und ah ! sagt das Publikum . Indessen , es ist alles mögliche . Nie , nie war ein Stereoskopbild so plastisch .“